# Tombeau des géants
Das Tombeau des géants (deutsch „Grab der Riesen“) ist eine semimegalithische Anlage im Wald von Brocéliande (französisch La Forêt de Brocéliande). Der Wald liegt westlich von Rennes in der Hochbretagne, wo er in heutigen Karten als „Wald von Paimpont“ verzeichnet ist. Die einst „Hexenfelsen“ genannte Formation befindet sich oberhalb des Dorfes Beauvais bei Campénéac im äußersten Norden des Département Morbihan in Frankreich.

## Abgrenzungen
Ein Hügel gleichen Namens liegt in einer Flussschleife des Semois (deutsch „Sesbach“) bei Bouillon in Belgien.

## Die Allée couverte
Es ist ein sehr großes, geschlossenes Megalithgrab, dessen Längswände aus je einem gewaltigen Schieferblock von etwa 4,50 m Länge und 1 m Höhe bestehen. Die ebenfalls aus Schiefer bestehende einzige Deckenplatte wurde von den Schatzsuchern des 19. Jahrhunderts neben das Grab gelegt. Die Querwände bestehen aus Trockenmauerwerk. Die Innenmaße des etwas beschädigten Grabes betragen drei Meter in der Länge und 1,30 Meter in der Breite.

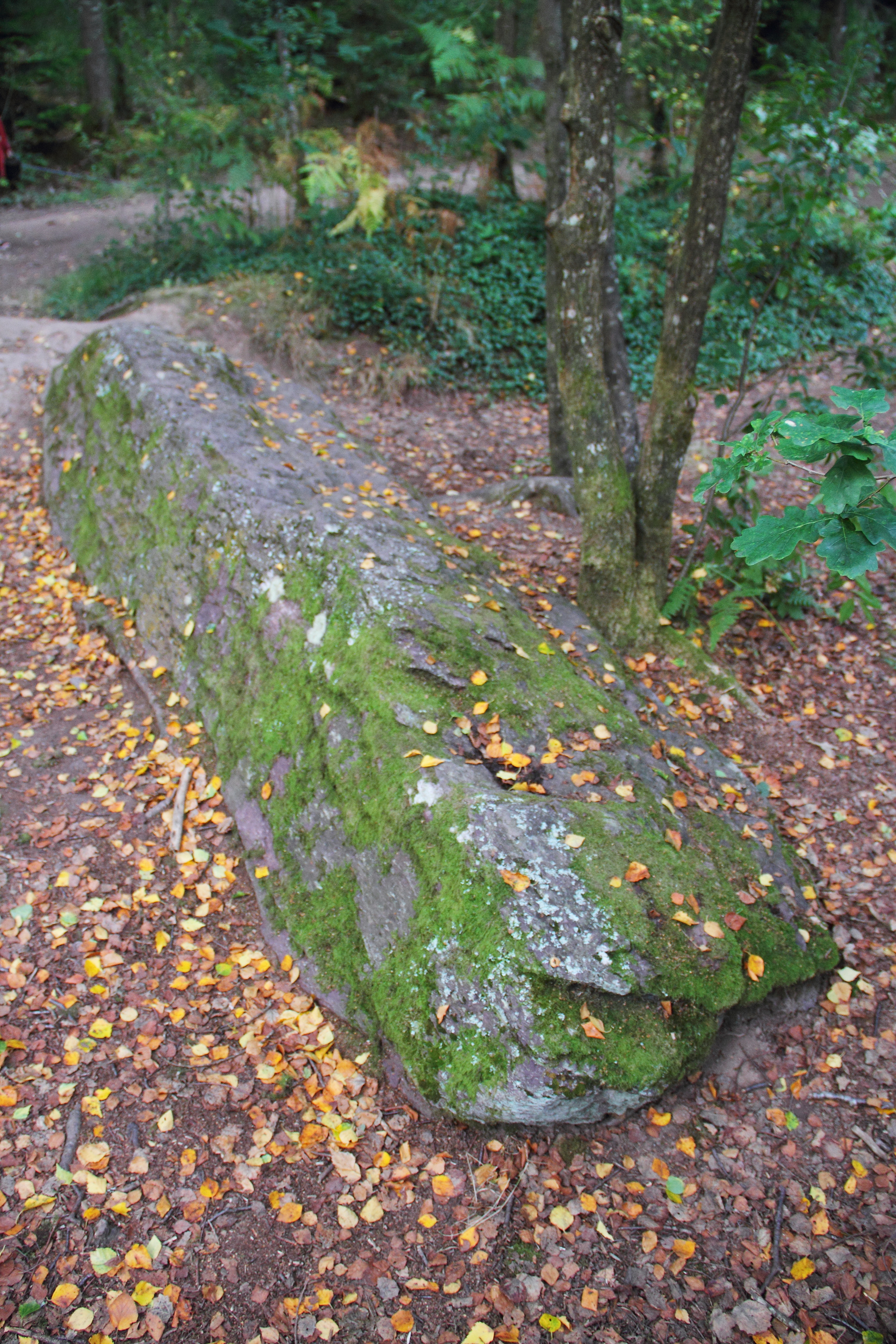
Der umgestürzte Menhir

Etwa acht Meter nördlich des Grabes der Riesen liegt ein vier Meter langer Menhir, der zu einer Reihe von Gräbern aus der älteren Bronzezeit (um 1500 v. Chr.) gehört. Wahrscheinlich hat man hierfür die Steine neolithischer Alignements verwendet, die zuvor in der Nähe dieser Stelle standen. Nordsüd gerichtete Alignements sind aus dem Wald von Paimpont bekannt (Pierre Drette 2 km östlich von Schloss Comper).
Im Bereich des Waldes von Broceliande gibt es eine Anzahl Allées couvertes:
- Brousses Noires
- Merlins Grab (Le tombeau de Merlin)
- Haus der Viviane (L'Hotié de Viviane)

Der Rocher du Pas de la Chévre bei Concoret ist eine Felsformation.